# 生长激素受体
生长激素受体（英語：Growth hormone receptor)是一种由人类基因GHR 编码的蛋白质，GHR的直系同源物广泛存在于各种哺乳动物中。
此基因编码的蛋白是结合生长激素的跨膜受体。

## 相互作用
生长激素受体能与SGTA、PTPN11、JAK激酶2、SOCS1和CISH发生交互作用。

## 进化
GHR 基因曾作为动物核DNA系统发育标记，对其10号外显子基因多态性的探究第一次阐释了啮齿目主要类群间的亲缘关系。GHR也用于较低阶元的分类，在鼠总科、八齿鼠科、田鼠亞科、鼠亚科、白足鼠屬等啮齿动物，及熊型總科、猫科等肉食动物以及皮翼目的分类上有重要作用。GHR的9号内含子也用于阐释鼬科、鬣狗科的系统发生。